# 贾览
贾览（?—?），中国新朝到东汉初期的武将。新末群雄之一，盧芳属下。
建武六年（30年），光武帝劉秀属下代郡太守劉興進軍高柳。贾览联合匈奴騎兵（「胡騎」）迎击，劉興战死。贾览再和匈奴薁鞬日逐王与馮異对战，贾览敗北。
建武九年（33年）夏，大司馬吴汉率军五万余人攻高柳。贾览和同僚閔堪在匈奴騎兵的支援取得作战的優勢。同年秋，驃騎大将軍杜茂駐屯繁畤攻打盧芳属下的尹由。贾览率匈奴騎兵一万余人救援尹由，杜茂败绩。翌年吴汉再领军六万人攻高柳，贾览被匈奴騎兵数千人救援，还是在平城敗北。
建武十二年（36年），贾览随盧芳攻打雲中郡，没有攻下。盧芳部下隨育想要胁迫盧芳投降劉秀。盧芳于是逃奔匈奴。之后，贾览消息不明。